# RNA結合タンパク質
RNA結合タンパク質（RNAけつごうタンパクしつ、英: RNA-binding protein）は、細胞内の一本鎖または二本鎖RNAに結合するタンパク質で、リボヌクレオタンパク質複合体の形成に関与する。RBPと略されることもある。RNA結合タンパク質には、RNA認識モチーフ（RRM）、二本鎖RNA結合ドメイン、ジンクフィンガーなど、さまざまな構造モチーフが含まれる。RNA結合タンパク質は核内にも細胞質にも存在する。成熟したRNAの大部分は核外へ比較的迅速に搬出されるため、核内のRNA結合タンパク質の大部分は、ヘテロ核リボヌクレオタンパク質（hnRNP）と呼ばれる、タンパク質とpre-mRNA（mRNA前駆体）の複合体として存在する。RNA結合タンパク質は、細胞機能や輸送、局在化などさまざまな過程に重要な役割を果たす。特に大きな役割を果たすのは、スプライシング、ポリアデニル化、mRNAの安定化、局在化、翻訳など、RNAの転写後の過程の制御である。真核生物の細胞では多様なRNA結合タンパク質が約500の遺伝子にコードされており、それぞれが固有のRNA結合活性とタンパク質間相互作用を持つ。RNA結合タンパク質の多様性は、進化の過程でイントロン数の増加とともに大きく増大した。その結果、真核細胞はエクソンをさまざまな組み合わせで利用できるようになり、それぞれのRNAに固有のリボヌクレオタンパク質が形成される。RNA結合タンパク質は遺伝子発現の転写後調節に重要な役割を果たしているものの、体系的な研究が行われているタンパク質は比較的少数である。

## 構造
多くのRNA結合タンパク質はモジュール構造を持っており、多くの場合、限られた配列特異性しか持たない数種類の基本的ドメインのリピート構造によって構成されている。多様な要求に応えるため、これらのモジュールはさまざまな組み合わせで配置される。特定のRNAを認識するタンパク質の性質は、このような数種類の基本的ドメインの再配置によって進化してきた。基本的ドメインのそれぞれがRNAの認識を行うが、タンパク質がその機能を発揮するためには共通の基本的ドメインが複数コピー必要となる場合が多い。

## 多様性
核内のRNAはRNAポリメラーゼによって合成され、RNA転写産物はRNA結合タンパク質によって即座に覆われる。これらのRNA結合タンパク質は、RNAの生合成、成熟、細胞内局在や安定性といった、RNAの代謝と機能のあらゆる側面を調節する。RNA結合タンパク質は異なるRNA配列に異なる親和性で結合し、その標的配列や機能と同様に多様である。RNA結合タンパク質の結合標的には、タンパク質をコードするmRNAや多数の機能性ノンコーディングRNAが含まれる。ノンコーディングRNAは、裸のRNAとしてではなく、ほぼ常にリボヌクレオタンパク質複合体として機能する。そうしたノンコーディングRNAには、miRNA、siRNA、snRNAなどがある。

## 機能

### RNAのプロセシングと修飾

#### 選択的スプライシング
選択的スプライシングは、同一の遺伝子から異なる成熟mRNAが作り出される機構である。選択的スプライシングはどのエクソンがmRNAへ組み込まれるかを調節する機構であり、これによって1つの遺伝子から複数の関連タンパク質が産生されることとなり、ゲノムから可能なアウトプットが拡張される。RNA結合タンパク質はこの過程の調節に広く関与する。RNA結合タンパク質の一部は特定のセットのhnRNAの選択的スプライシングを制御し、その1つである神経細胞特異的RNA結合タンパク質NOVA1はRNAの特定の配列（YCAY、YはUまたはC）を認識して結合することで制御を行う。これらのタンパク質はその後、スプライソソームタンパク質を標的部位へリクルートする。SRタンパク質は選択的スプライシングにおける役割がよく知られており、スプライソソームを形成するsnRNP、すなわちU1 snRNPとU2AF snRNPをリクルートする。スプライソソーム自身もRNA結合タンパク質を含んでいる。スプライソソームはsnRNAとタンパク質サブユニットからなる複合体であり、イントロンを除去して隣接するエクソンのライゲーションを行う。コアとなるスプライソソーム複合体に加えて、RNA結合タンパク質はエクソンの組み込みや除去に影響を与えるシス作用RNAエレメント部位にも結合する。これらの部位は、その存在位置や結合するタンパク質がスプライシングのサイレンサー（抑制因子）として機能するかエンハンサー（活性化因子）として機能するかに応じて、エクソン性スプライシングエンハンサー（ESE）、エクソン性スプライシングサイレンサー（ESS）、イントロン性スプライシングエンハンサー（ISE）、イントロン性スプライシングサイレンサー（ISS）と呼ばれる。

#### RNA編集

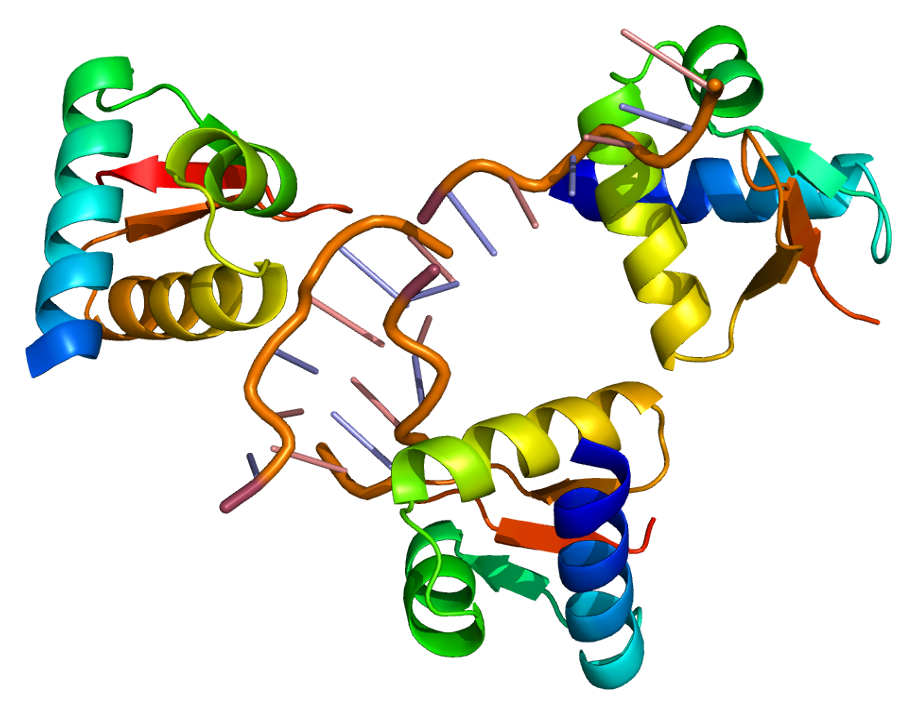
RNA編集に関与するRNA結合タンパク質ADAR

RNA編集のうち最も広く研究が行われているのは、ADARが関与する過程である。このタンパク質は、mRNA転写産物の転写後修飾によってRNAのヌクレオチドを変化させる。具体的には、ADARはアデノシンをイノシンへ変換する。これによってRNAの配列がゲノムにコードされている配列から変化し、遺伝子産物の多様性は拡張される。RNA編集の大部分はRNAのノンコーディング領域に生じるものの、一部のタンパク質をコードするRNA転写産物に関しては、この編集によってタンパク質のアミノ酸配列に差異が生じることが示されている。その1例としてはグルタミン酸受容体GluR-BのmRNAがあり、グルタミンがアルギニンに変換されることによりタンパク質の機能性に変化が生じる。

#### ポリアデニル化
ポリアデニル化は、RNA転写産物の3' UTRのAAUAAA配列の約20塩基下流にアデニル酸残基からなる「テール」を付加する反応である。mRNAのポリアデニル化は、核輸送、翻訳効率、安定性に強い影響を与える。ポリアデニル化の過程やポリアデニル化による影響は、RNA結合タンパク質の特異的結合に依存している。わずかな例外を除いて、すべての真核生物のRNAはプロセシングを受けて約200ヌクレオチドからなる3'ポリ(A)テールが付加される。この過程に必要なタンパク質の1つがCPSFである。CPSFは3'末尾のAAUAAA配列に結合し、ポリ(A)結合タンパク質と呼ばれる他のタンパク質とともに、ポリ(A)ポリメラーゼをリクルートし、その活性を促進する。ポリ(A)ポリメラーゼはそれ自体では不活性状態であり、適切に機能するためにはこれら他のタンパク質の結合が必要である。

### 輸送
プロセシングが完了した後、mRNAは細胞核から細胞質へ輸送される。この輸送は、核での積み荷-輸送体の複合体の形成、複合体の核膜孔複合体の通過、細胞質での積み荷の解離、という3段階の過程で行われる。輸送体はその後リサイクルされる。mRNAの核外輸送に主要な役割を果たすのは、TAP/NXF1とp15のヘテロ二量体であると考えられている。アフリカツメガエルXenopus laevisでは、TAPの過剰発現によって通常は効率的な核外輸送が行われない転写産物についても輸送が増加する。しかし、TAPはmRNAと直接相互作用することはできず、アダプタータンパク質を必要とする。Aly/REFタンパク質がmRNAへの結合とTAPのリクルートを行う。

### mRNAの局在
mRNAの局在化は、タンパク質産生の空間的な調節を可能にする、遺伝子発現の重要な調節機構である。mRNAが局在化することで、細胞の特定の部位でタンパク質への翻訳が行われることとなる。このことは初期発生に特に重要であり、さまざまなmRNAが局在化した卵や初期胚で迅速な細胞分裂が起こることでさまざまな組み合わせのmRNAを含む細胞が生じ、その後それらの細胞は異なる運命をたどることとなる。RNA結合タンパク質はmRNAを局在化し、目的の領域でのみタンパク質への翻訳が行われるよう保証している。そのようなタンパク質の1つがZBP1である。ZBP1は転写部位でβ-アクチンのmRNAに結合し、mRNAとともに細胞質へ移動する。いくつかの非対称細胞種では、ZBP1はこのmRNAをラメリポディアへ局在させ、そこで翻訳が行われる。FMRPはRNA局在に関与する他のRNA結合タンパク質である。FMRPはRNAの代謝に関する機能に加えて、特定のmRNAを刺激誘導的に神経細胞の樹状突起へ局在させる過程に関与している。

### 翻訳
翻訳調節は、遺伝子発現を迅速に制御する機構となる。遺伝子発現を転写レベルで制御するのではなく、すでに転写されたmRNAのリボソームへのリクルートを制御することで、シグナルによる翻訳の活性化時の迅速なタンパク質産生が行われる。ZBP1はβ-アクチンのmRNAの局在だけでなく、翻訳開始を防ぐ翻訳抑制にも関与している。リボソームが正しく結合し翻訳が開始されるためには、ｍRNAからZBP1を除去すること必要となる。

## タンパク質-RNA間相互作用
RNA結合タンパク質はRNA標的の配列や構造を認識し、高度の認識特異性を示す。RNA結合タンパク質は特異的な結合によって自身の標的を見分け、RNA転写産物の産生、成熟、安定性の制御を介してさまざまな細胞機能を調節する。この相互作用はRNAの転写中の段階から始まるものもあり、RNAが分解されるまで結合したままのものもある。その一方で、スプライシングやプロセシング、輸送や局在化の調節のために一過的な結合だけを行うものもある。この節では、最も広く研究が行われている3つのRNA結合ドメイン（RNA認識モチーフ、二本鎖RNA結合モチーフ、ジンクフィンガーモチーフ）について議論する。

### RNA認識モチーフ
RNA認識モチーフ（RRM）は最も一般的なRNA結合モチーフで、4つのストランドからなるβシートと2本のαヘリックスを形成する75–85アミノ酸からなる小さなタンパク質ドメインである。この認識モチーフは多くの細胞機能に関与し、特にmRNAやrRNAのプロセシング、スプライシング、翻訳調節、RNA輸送、RNAの安定性に関与する。RRMの構造はNMRやX線結晶構造解析によって同定されている。これらの構造からはRRMの複雑なタンパク質-RNA認識機構が明らかにされ、タンパク質-RNA相互作用に加えて、RNA-RNA間やタンパク質-タンパク質間の相互作用を伴うものであることが示された。RRMの4本のストランドからなるβシートが主要な相互作用面としてRNAと相互作用し、通常2つまたは3つのヌクレオチドに対し特異的に接触する。加えて、多様な配列に対する強い結合親和性と特異性は、ドメイン間のリンカー領域とRNAとの相互作用や、RRM同士の相互作用によって達成されている。こうしたRRMの可塑性は、このドメインがなぜRRMが最も豊富にみられるドメインであり、なぜさまざまな生物学的機能で重要な役割を果たしているかを説明している。

### 二本鎖RNA結合モチーフ
二本鎖RNA結合モチーフ（dsRM、dsRBD）は70–75アミノ酸からなるドメインで、RNAのプロセシング、局在化、RNA干渉、RNA編集、翻訳抑制に重要な役割を果たす。このドメインは、複数のαヘリックスとβ1-β2ループを介して二本鎖RNAの主溝（major groove）とその両隣の副溝（minor groove）と相互作用する。主溝と副溝の1つとの相互作用は、β1-β2ループとα2ヘリックスのN末端領域を介して行われる。この相互作用はRNA二重らせんの形状に特化したもので、2'-ヒドロキシル基とリン酸基酸素との相互作用を伴う。ドメインの構造的枠組みは各タンパク質に共通であるものの、各タンパク質の重要残基は化学的に異なり、ステムループやインターナルループ、バルジやミスマッチを含むヘリックスなど、さまざまなRNA構造に対する特異性が存在している。

### ジンクフィンガー

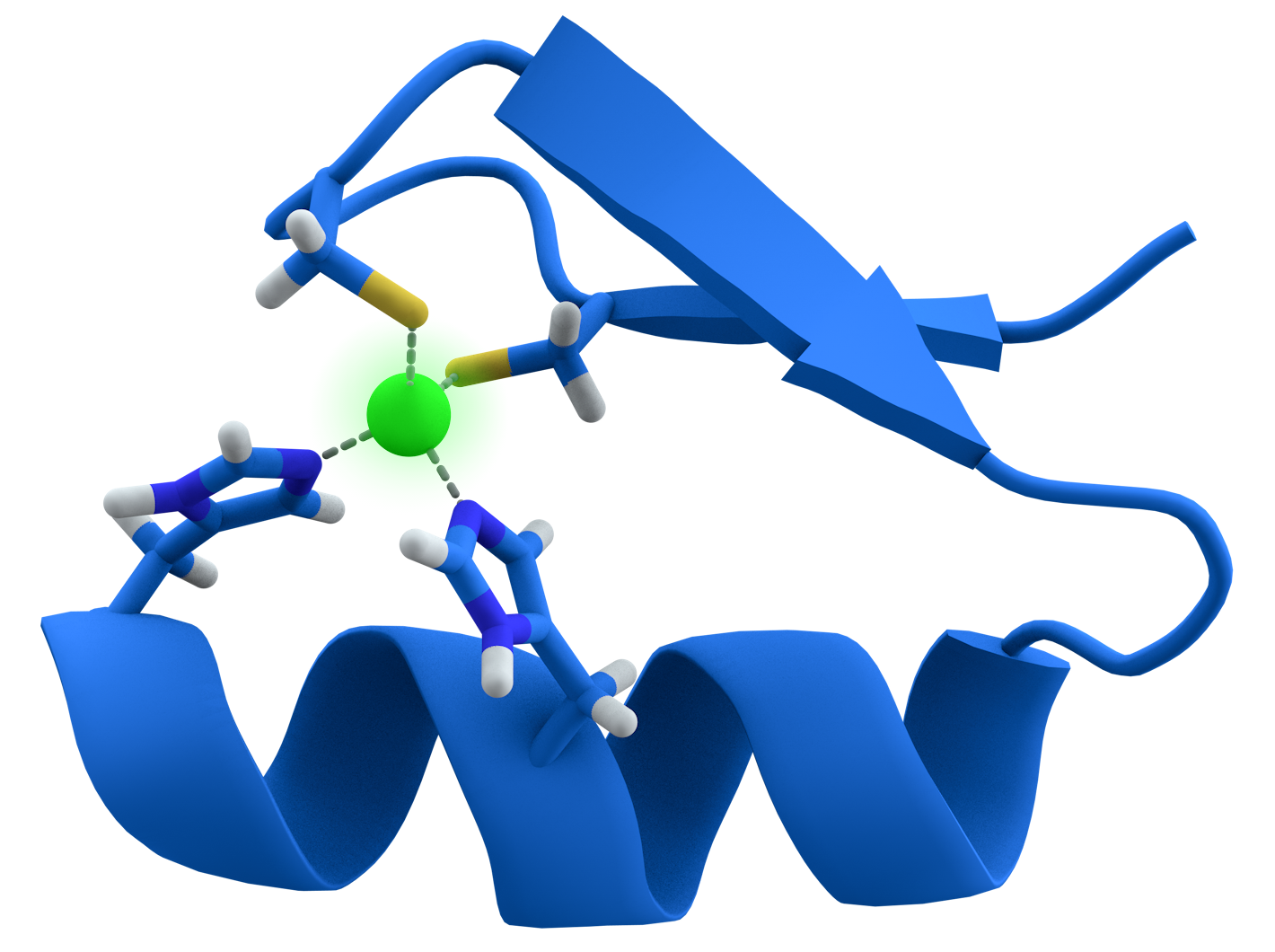
タンパク質中に存在するジンクフィンガーモチーフ。亜鉛イオン（緑）には2つのヒスチジン残基と2つのシステイン残基が配位している（CCHH型）。

CCHH型のジンクフィンガードメインは、真核生物のゲノム中で最も一般的なDNA結合ドメインである。高いDNA配列認識特異性を達成するために、いくつかのジンクフィンガーがモジュール状に利用される。ジンクフィンガーはββα型のタンパク質フォールドを持ち、βヘアピンとαヘリックスは亜鉛イオン（Zn2+）で連結されている。αヘリックスのタンパク質側鎖による主溝側からのDNA塩基との相互作用によって、DNAの配列特異的な認識が可能となる。近年、ジンクフィンガーはRNAを認識する能力もあることが発見されている。CCHH型のジンクフィンガーには2つのRNA認識様式が存在する。1つはRNA二重らせんの主鎖に対する非特異的結合で、もう1つは、バルジとして外に出た個々の塩基を特異的に認識するものである。これらに加えてCCCH型のジンクフィンガーにはさらに異なるRNA結合様式が存在し、一本鎖RNAの配列特異的な認識が行われる。配列特異的なRNAの認識は、タンパク質の主鎖の官能基とRNA塩基のワトソン・クリック端との分子間水素結合ネットワークによって達成されている。

## 胚発生における役割

這う雌雄同体型の線虫C. elegans

RNA結合タンパク質によるRNAの転写制御や転写後制御は、発生中の遺伝子発現パターンを調節する役割を持つ。線形動物のCaenorhabditis elegansで広範囲の研究が行われ、生殖細胞系列の発生や初期の胚発生に必須なRNA結合タンパク質が同定された。それらの特異的な機能によって、体細胞組織（神経、皮下組織、筋肉や分泌細胞）の発生や、発生に関わるイベントのタイミングの指示が行われる。一方で、発生におけるRNA結合タンパク質の機能がどのようにしてもたらされているか、その機構の解明はことのほか困難である。RNA結合タンパク質の大部分は通常複数のRNA標的を持っており、それらの同定が困難であるためである。しかしながら、RNA結合タンパク質が発生経路の協奏的調節に重要な役割を果たしていることに疑いの余地はない。

### 生殖細胞系列の発生
キイロショウジョウバエDrosophila melanogasterでは、elav、Sxl、tra-2と呼ばれるRNA結合タンパク質コード遺伝子が初期の性決定と体細胞の性的状態の維持に重要な役割を果たす。これらの遺伝子は性特異的なスプライシングを調節することで、転写後の段階に影響を与える。Sxlは雌化遺伝子のtraにを正に調節し、雌でのみ機能的なtraのmRNAの産生を行う。C. elegansでは、FOG-1、MOG-1/-4/-5、RNP-4などのRNA結合タンパク質が生殖系列と体細胞での性決定を調節する。さらに、GLD-1、GLD-3、DAZ-1、PGL-1、OMA-1/-2といったRNA結合タンパク質が、減数分裂前期の進行、配偶子形成、卵形成を調節する。

### 体細胞の発生
生殖系列の発生における機能に加えて、転写後制御は体細胞の発生にも大きな役割を果たす。生殖系列や初期の胚発生に関与するRNA結合タンパク質とは異なり、体細胞の発生で機能するRNA結合タンパク質は、標的mRNAの組織特異的な選択的スプライシングを調節する。例えば、RRMドメインを含むMEC-8とUNC-75は、それぞれ皮下組織と神経系で核スペックルに局在し、スプライシングに関与すると考えられている。さらに、RRMを含む別のRNA結合タンパク質EXC-7は、胚の排泄管細胞（excretory canal cell）と神経系の細胞核に局在している。

### 神経発生
ZBP1は、海馬の神経細胞において樹状突起形成を調節することが示されている。樹状突起形成に関与する他のRNA結合タンパク質には、PumilioとNanos、FMRP、CPEBとStaufen1がある。

## がんにおける役割
RNA結合タンパク質が腫瘍形成に重要な役割を果たすことが判明してきている。ヒトのがんでは数百種類のRNA結合タンパク質に顕著な調節異常がみられ、正常組織と比較して腫瘍では大きなダウンレギュレーションが起こる。多くのRNA結合タンパク質で異なるがんのタイプでの発現変化がみられるが、その例としては、KHDRBS1（Sam68）、ELAVL1（HuR）、FXR1が挙げられる。一部のRNA結合タンパク質に関しては、発現の変化はコピー数多型（copy number variation）と関係している。大腸がん細胞ではBYSL、乳がんではESRP1とCELF3、肝臓がんではRBM24のコピー数がそれぞれ増加しており、肺がんではIGF2BP3のコピー数の増加とKHDRBS2のコピー数の低下が見られる。また、発現変化の一部はタンパク質に影響を与える変異のためであり、NSUN6、ZC3H13、ELAC1、RBMS3、ZGPAT、SF3B1、SRSF2、RBM10、U2AF1、PPRC1、RBMXL1、HNRNPCL1などに変異が生じている。いくつかの研究では、このRNA結合タンパク質の発現の変化とがんでの選択的スプライシングの異常が関連づけられている。

## 研究の現在

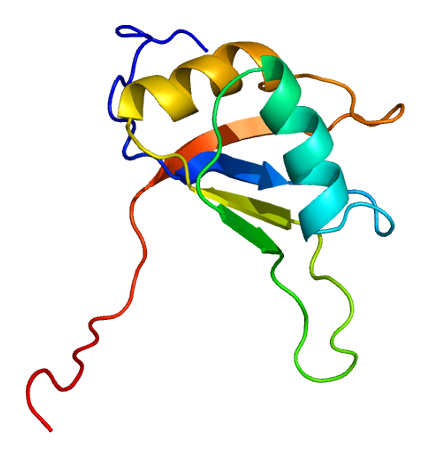
CIRBPタンパク質の構造

RNA結合タンパク質は多数の細胞機能に対して重要な制御を行っているため、多くの研究者が研究を行う人気の領域である。RNA結合タンパク質の実験的同定法に関する近年の開発により、既知のRNA結合タンパク質の数は大幅に増加した。
RNA結合タンパク質Sam68は、樹状突起における適切なシナプス機能の発揮のため、RNAの代謝の空間的・時間的区画化を行う。Sam68の欠失によって転写後調節に異常が生じ、最終的には脆弱X随伴振戦/失調症候群（fragile X-associated tremor/ataxia syndrome）などの神経疾患が引き起こされる。Sam68はβ-アクチンをコードするmRNAと相互作用することが判明しており、β-アクチンは樹状突起の細胞骨格構成要素とともにシナプス形成を調節する。Sam68はシナプス後細胞でのβ-アクチンのmRNAの代謝制御を介してシナプス数の調節に重要な役割を果たす。

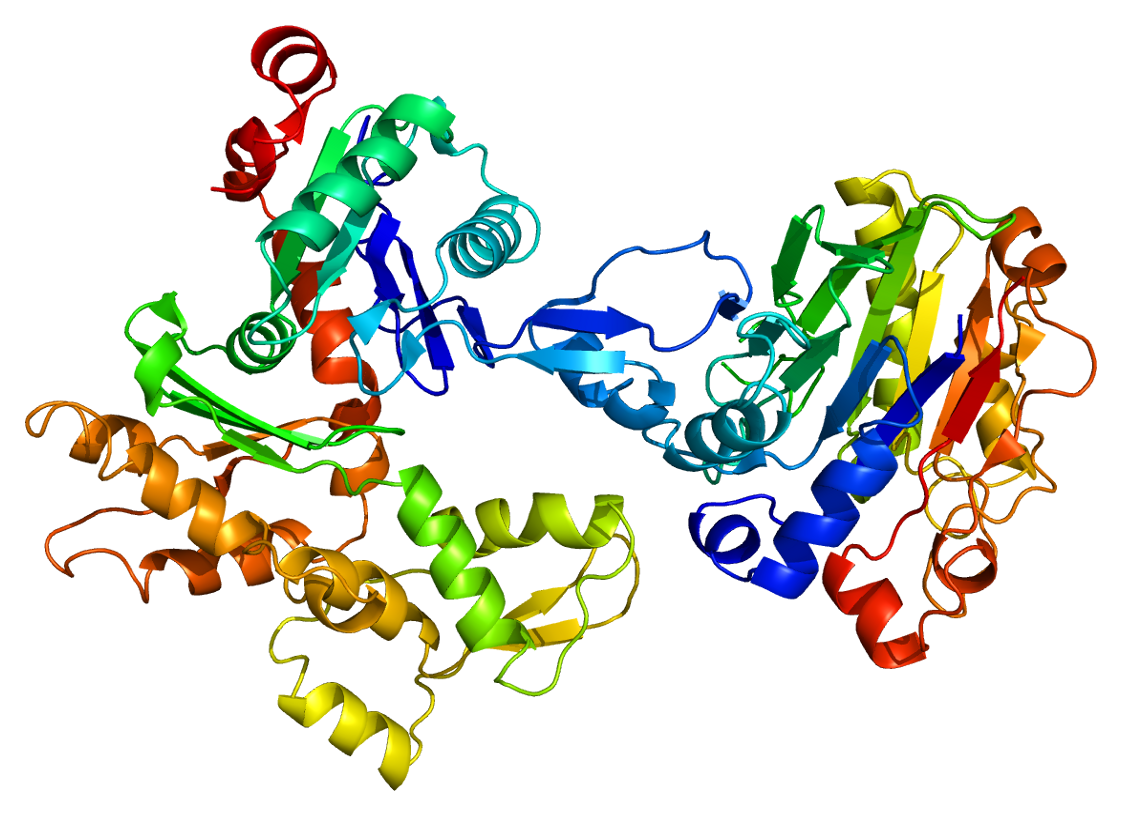
β-アクチン（ACTB）タンパク質の構造

神経特異的なCELFファミリーのRNA結合タンパク質UNC-75は、C. elegansの神経細胞において、unc-32遺伝子のmRNAのUUGUUGUGUUGU配列に対して3つのRRMを介して特異的に結合し、エクソン7aの選択を行う。エクソン7aは弱いスプライス部位であるため神経細胞以外ではスキップされるが、神経細胞ではUNC-75がエクソン7a-8間のスプライシングを特異的に活性化するため、エクソン7aがmRNAへ組み込まれる。
低温誘導性のRNA結合タンパク質であるCIRBPは、短波長紫外光、低酸素、低体温を含むさまざまな細胞ストレスに対する応答を制御する役割を持つ。このタンパク質と炎症関連疾患との関係の可能性が研究からは示唆されている。
SRタンパク質様のRNA結合タンパク質Slr1は、カンジダCandida albicansの極性成長を制御することが知られている。Slr1の変異によってフィラメント化や、マウス体内での上皮細胞や内皮細胞に対する損傷が低下し、変異株が感染したマウスは野生株感染マウスと比較して生存率が上昇した。この研究からは、Slr1がC. albicansの菌糸形成の促進とビルレンスに関係していることが示されている。